# Марк Цепарий
Марк Цепарий (лат. Marcus Caeparius; умер 5 декабря 63 года до н. э., Рим, Римская республика) — римский политический деятель, участник заговора Катилины.
Марк Цепарий был уроженцем Террацины и принадлежал к всадническому сословию. В 63 году до н. э. он примкнул к заговору, организованному Луцием Сергием Катилиной. Марк участвовал в переговорах о союзе с галльским племенем аллоброгов, он планировал поднять восстание рабов в Апулии. Незадолго до ареста заговорщиков Цепарий узнал о доносе и бежал из Рима (3 декабря 63 года до н. э.), но был схвачен. Его передали на поруки сенатору Гнею Теренцию.
На заседании сената 5 декабря развернулась бурная дискуссия о том, что делать с арестованными. Гай Юлий Цезарь настаивал на пожизненном заключении в разных городах Италии, но победила крайняя точка зрения, предполагавшая смертную казнь. Марка Цепария в числе прочих доставили в Мамертинскую тюрьму и там удавили петлёй.